# Lengua italo-paulista
El italo-paulista es una lengua híbrida italo-brasileña que mezcla el véneto y el napolitano con el dialecto caipira de los paulistas. La principal documentación histórica de esta lengua se produjo en poemas paródicos y crónicas en publicaciones periódicas de São Paulo en la primera mitad del siglo XX, el pionero en documentar la forma de hablar de los italianos fue Oswald de Andrade, una de las figuras más destacadas del modernismo brasileño.
La variante italo-paulista hablada en barrios de la ciudad de São Paulo tenía una fuerte influencia del sur de Itália, mientras que la variante de otras partes del estado de São Paulo, es más aproximada al norte de italia, siendo muy similar al véneto brasileño (talian) hablado en Río Grande del Sur. El término «dialecto» es utilizado a menudo por algunos estudiosos para referirse, pero autores como Franco Cenni la describen como una lengua, cuyos poemas de Alexandre Marcondes Machado – conocido por el seudónimo Juó Bananère – reflejaban fielmente una algo que podía oírse en diversos lugares de São Paulo. Para el historiador literario austro-brasileño Otto Maria Carpeaux, al analizar textos de Juó Bananère, sostiene que el italo-paulista es una lengua macarrónica; según el autor – una mezcla intencional y literaria con fines paródicos.
Un artículo de la Universidad de São Paulo, publicado en 2020, presenta argumentos que sugieren la posibilidad de que el italo-paulista sea una interlingua; el estudio se concluye que, de hecho, la existencia del dialecto italo-paulista es verdadera, siendo, en tiempos de Juó Bananère, una lengua más literaria y con muchas variantes.

## Historia

### Italianos en São Paulo
En el Estado de São Paulo, las personas de origen italiana representan más de 34% de la población total (entre 15 a 20 millones de personas). En la ciudad de São Paulo, capital del estado, la población italiana es una de las más fuertes del mundo, con presencia en todo el municipio. De los 12 millones de habitantes de la capital, alrededor de 5 millones tienen ascendencia italiana total o parcial, y hay más personas de origen italiano que cualquier otra ciudad italiana.
Cada año, personas de origen italiano se reúnen en barrios paulistas como Bixiga, Brás y Mooca y en varios otros municipios del estado para promover fiestas tradicionales. Entre las fiestas más conocidas se encuentran la Fiesta de San Vito, Festa de San Gennaro, Festa de la Colonia Italiana di Quiririm, Festa de la Polenta di Santa Olímpia, etc.

## Comparación con otras linguas
| Italo-paulista | Español     | Portugués      | Veneto brasileño | Italiano     |
| -------------- | ----------- | -------------- | ---------------- | ------------ |
| Aparlà         | Hablar      | Falar          | Parlar           | Parlare      |
| Artograffia    | Ortografía  | Ortografia     | Ortografia       | Ortografia   |
| Amighe         | Amigo       | Amigo          | Amico            | Amigo        |
| Bulì           | Burarse     | Zombar         | Bufonar          | Deridere     |
| Buatimo        | Rumor       | Boato          | Comaresso        | Pettegolezzo |
| Birbante       | Canalla     | Safado         | Furbante         | Mascalzone   |
| Cervegia       | Cerveza     | Cerveja        | Bira             | Birra        |
| Desda          | Desde       | Desde          | Da               | Da           |
| Ermò           | Hermano     | Irmão          | Fradel           | Fratello     |
| Pàio           | Padre       | Pai            | Pare             | Padre        |
| Màia           | Madre       | Mãe            | Mare             | Madre        |
| Guaglió        | Chico; Niño | Garoto; Menino | Toseto           | Bambino      |
| Rapazo         | Chico       | Rapaz          | Rapasso          | Ragazzo      |
| Frummagio      | Queso       | Queijo         | Formai           | Formaggio    |